# Robert Emmet Odlum
Robert Emmet Odlum (Ogdensburg, Nueva York, 31 de agosto de 1851-Nueva York, 19 de mayo de 1885) fue un instructor de natación estadounidense. Odlum fue la primera persona en saltar del puente de Brooklyn y murió al hacerlo.

## Primeros años
Robert Emmet Odlum nació en Ogdensburg, en el norte del estado de Nueva York, el 31 de agosto de 1851, hijo de Catherine y Richard Odlum. Fue bautizado en honor al nacionalista irlandés Robert Emmet. Odlum fue uno de siete hijos, de los cuales solo cuatro sobrevivieron a la infancia. El hermano mayor de Odlum, David, sirvió bajo el nombre de "Charles Rogers" en la 8º Infantería de Voluntarios del Ejército De Misuri de la Unión en la Guerra de Secesión y desapareció después de la batalla de Shiloh; nunca se supo si había sido asesinado, capturado o desertado. Era hermano de la activista por los derechos de la mujer Charlotte Odlum Smith.
Odlum era un experto nadador cuando era niño. Después de la muerte de Richard Odlum a mediados de la década de 1850, los Odlum viajaron a Nueva Orleans, luego a Nueva York, Boston, Detroit, Cleveland y Montreal. Eventualmente se establecieron en San Luis. En 1860 viajaron a Cuba, regresando a Nueva Orleans desde La Habana el 21 de marzo de 1861, el mismo día que Luisiana ratificó la Constitución Confederada. En busca de David Odlum, que se había unido al Ejército de la Unión, viajaron hacia el norte hasta El Cairo (Illinois) y Paducah, y se trasladaron a Memphis en 1862. Los Odlum, que tenían simpatías sureñas pero un miembro de la familia en el Ejército de la Unión, estuvieron atrapados durante gran parte de la guerra en el ambiente hostil de Memphis, una ciudad incondicionalmente confederada ocupada por las fuerzas de la Unión. El 4 de abril de 1864, las tropas de la Unión derribaron la casa de los Odlum en Memphis para despejar un camino de fuego de artillería. En 1865 la familia se mudó a Mobile.

## Carrera

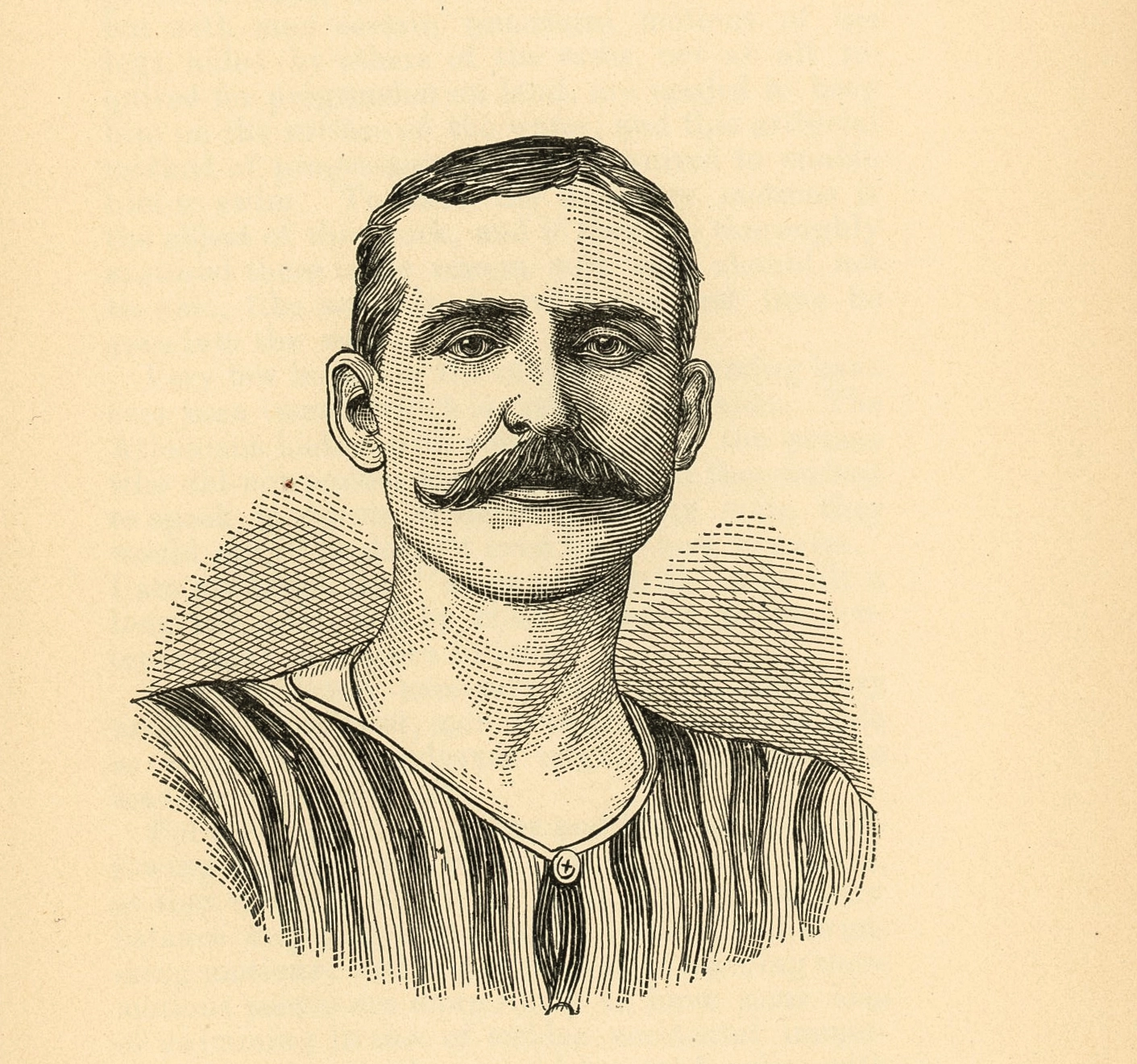
Retrato de Odlum en traje de baño

En 1869 y 1870, Odlum era comerciante de té en Filadelfia ; también fue incluido como conductor de ferrocarril en el censo de Estados Unidos de 1870. Más tarde se mudó a St. Louis, donde a veces trabajaba para la revista Inland Monthly de su hermana Charlotte Smith. Odlum vivió y trabajó en Chicago en la década de 1870. Alrededor de 1878 se mudó a la ciudad de Washington, donde estableció una escuela de natación llamada Natatorium. Odlum se hizo conocido entre los habitantes de Washington por el título de "Profesor". Entre los alumnos de Odlum en la escuela estaban Fannie Hayes, la hija del expresidente Rutherford B. Hayes, los hijos de los presidentes Hayes y James A. Garfield, los hijos de James G. Blaine y el general William Tecumseh Sherman, y una de las hijas de Sherman. En 1880, el miércoles anterior a la carrera de remo del río Potomac entre Ned Hanlan y Charles E. Courtney, Odlum nadó todo el recorrido.
Odlum mejoró el Natatorium en el invierno de 1880-1881. A la inauguración de la temporada del Natatorium en abril de 1881 asistieron Lucretia Rudolph Garfield, la esposa del presidente Garfield, y otros prominentes habitantes de Washington. Odlum también agregó un gimnasio al Natatorium.
Según la biografía escrita más tarde por la madre de Odlum, el 13 de julio de 1881, "desafió a cualquier hombre en los Estados Unidos" s uns competencia de natación, pero nadie aceptó la apuesta. Odlum exhibió con frecuencia su habilidad como nadador y buceador para los pasajeros de los barcos de vapor de excursión del Potomac. El 4 de julio de 1881, Odlum saltó 27 m desde el puente de madera en Occoquan Falls.
En junio de 1882, Odlum y el aventurero acuático Paul Boyton actuaron para una excursión que viajaba desde Washington a Marshall Hall. En el muelle de Marshall Hall, Odlum saltó 34 m desde lo alto de una escalera en la cubierta del vapor hasta el agua. No resultó herido a pesar de que entró al agua en un ligero ángulo.

### Fort Monroe
Después de que el Natatorium fracasara financieramente y fuera cerrado, Odlum fue empleado como profesor de natación y salvavidas en el Hotel Hygeia en Fort Monroe en Hampton. El 10 de agosto de 1882, Odlum nadó 29 km desde Old Point Comfort hasta Ocean View y viceversa, nadando contra la corriente en Hampton Roads durante la última media hora. Mientras trabajaba en el Hotel Hygeia, Odlum salvó la vida de "Sky" Colfax, el hijo de dieciséis años del exvicepresidente Schuyler Colfax, así como la de otros dos nadadores. Odlum, que previamente había contraído malaria en Lower Cedar Point, la contrajo nuevamente mientras estaba en el Hotel Hygeia.
Odlum era amigo de Matthew Webb, quien murió en 1883 en un intento de cruzar a nado los Whirlpool Rapids debajo de las Cataratas del Niágara.

## Muerte

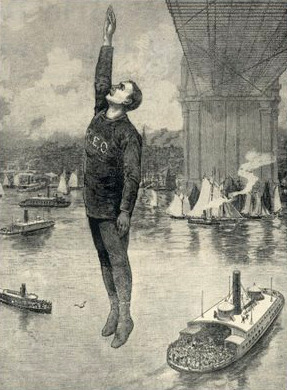
Odlum salta desde el puente de Brooklyn hacia su muerte

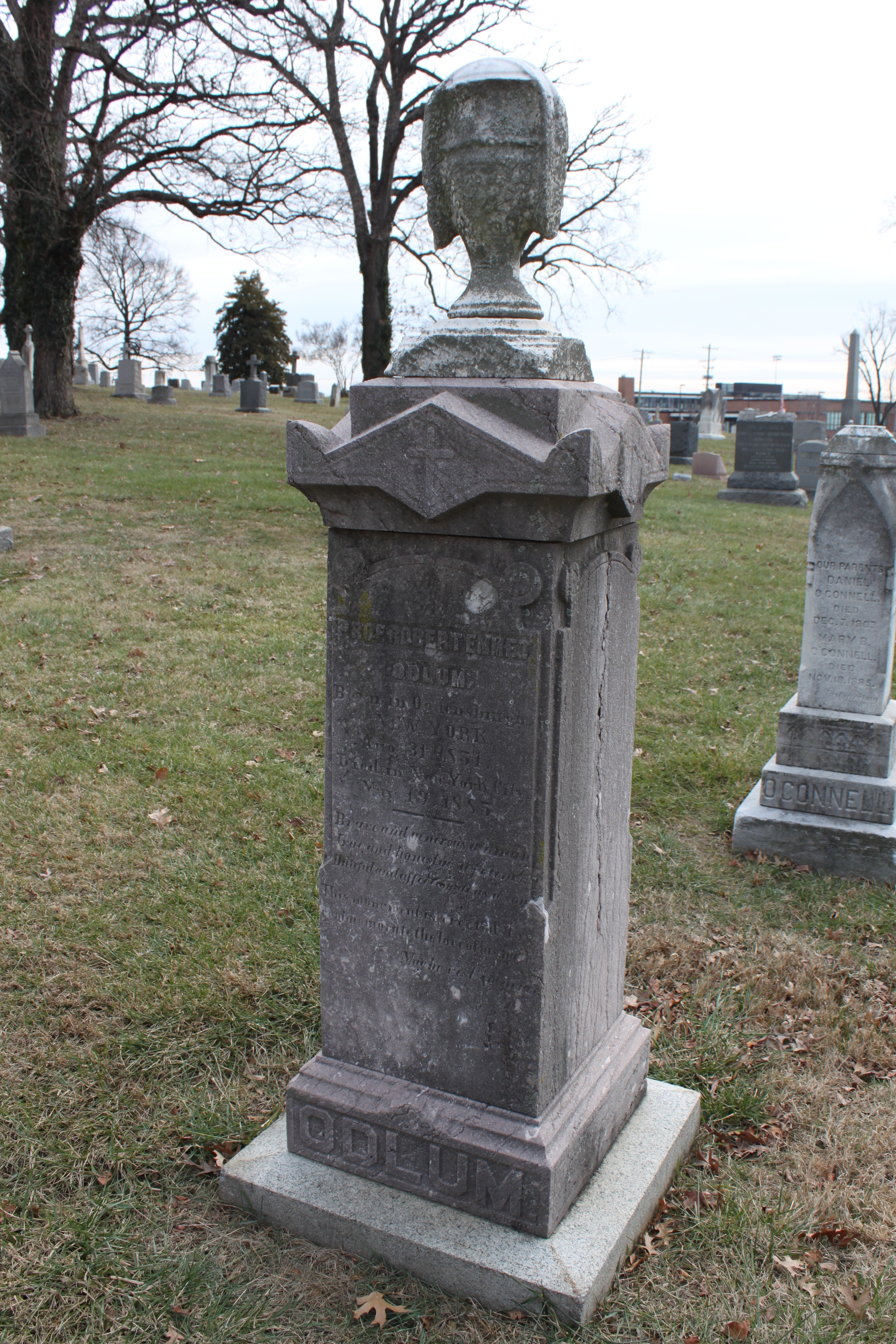
Tumba de Odlum en el cementerio Mount Olivet

El 19 de mayo de 1885, Odlum se convirtió en la primera persona en saltar al East River desde el puente de Brooklyn que conecta Manhattan y Brooklyn. Sus motivaciones para hacerlo incluían el deseo de demostrar que las personas no morían simplemente por caer por el aire, alentando así a las personas a estar dispuestas a saltar de un edificio en llamas a una red. Odlum también deseaba la fama y la oportunidad de ayudarse económicamente a sí mismo y a su madre.
En la mañana del 19 de mayo, Odlum estuvo en una fiesta en el "Ship" de Paul Boyton, a la que asistieron el boxeador Paddy Ryan, el luchador William Muldoon y el actor Henry E. Dixey. Paul Boyton afirmó más tarde haberse enterado de que Odlum había visitado la Iglesia de los Padres Redentoristas esa mañana y se había confesado y comulgado. La policía había sido alertada de los planes de Odlum. Odlum envió a dos amigos, James Haggart y un señor Cluss, al puente en un taxi para que Haggart pudiera engañar a la policía haciéndose pasar por el saltador. Un remolcador con espectadores para el salto navegó hasta 100 m del puente, con un nadador de rescate contratado por Odlum a bordo.
Odlum saltó del puente de Brooklyn a las 5:35 tarde Soplaba un fuerte viento cuando Odlum saltó y pareció girarlo ligeramente en el aire. Como resultado, golpeó el agua en ángulo, golpeando el agua con los pies y la cadera derecha. El nadador de rescate no actuó, pero Boyton nadó hasta Odlum en el agua. Subieron a Odlum a un bote y lo llevaron a la cocina del remolcador, donde Ryan y Muldoon ayudaron en los esfuerzos de reanimación. Odlum recuperó brevemente la conciencia y preguntó: "¿Se acabó todo?... ¿Hice un buen salto?" La sangre arterial comenzó a gotear de la boca de Odlum, lo que provocó que preguntara: "¿Estoy escupiendo sangre?". Robertson, un amigo de Odlum de Boston, le aseguró que el líquido era solo brandy. Sin hablar más, Odlum comenzó a sufrir una hemorragia interna. Murió a las 6:18. p. m., antes de que llegara la ambulancia convocada por Muldoon y Jere Dunn. El carro de una funeraria llevó el cuerpo de Odlum a las habitaciones de William H. Kennedy, el forense de la ciudad de Nueva York.
La autopsia reveló que el bazo, el hígado y los riñones de Odlum estaban rotos. Se encontró un depósito de tuberculosis en la base de su pulmón izquierdo. Las costillas primera, tercera y quinta de Odlum estaban rotas. Se determinó que la causa de la muerte fue una conmoción cerebral.
El funeral de Odlum tuvo lugar en la ciudad de Washington. Entre los tributos se encontraba una representación floral del Puente de Brooklyn, enviada por los camaradas de Odlum de la Infantería Ligera de Washington. La celebración del funeral católico estuvo a cargo del padre Ahern de la Catedral de San Mateo el Apóstol, cuya homilía rindió homenaje a los esfuerzos de Odlum para salvar vidas. Odlum fue enterrado en el cementerio Mount Olivet.

## Secuelas
La hermana de Odlum, Charlotte Smith, visitó Nueva York el 28 de mayo y habló con el forense Kennedy, quien negó su responsabilidad en la extracción del corazón y el hígado de Odlum. La madre de Odlum, Catherine Odlum, culpó a Paul Boyton por la muerte de su hijo. Boyton le respondió con una carta de descargo de responsabilidad, publicada en The New York Times y otras publicaciones periódicas. Posteriormente, la señora Odlum viajó a Nueva York para ver a Boyton. Según su relato, Boyton envió a verla a dos hombres que decían ser abogado y juez, y que le advirtieron que no dijera nada en contra de Boyton para evitar ser procesada por calumnias. Catherine Odlum afirmó que Boyton escondió o destruyó cartas y telegramas de él mismo a Robert Odlum instándolo a viajar a Nueva York y hacer saltar el Puente de Brooklyn. Escribió una biografía de su hijo, La vida y aventuras del Prof. Robert Emmet Odlum, Containing an Account of his Splendid Natatorium at the National Capital..., publicado en 1885.
El 23 de julio de 1886, Steve Brodie supuestamente se convirtió en el primer hombre en sobrevivir a un salto desde el puente de Brooklyn, aunque más tarde se alegaría que Brodie fingió el salto haciendo que un amigo arrojara un muñeco desde el puente. El primer sobreviviente confirmado de un salto del puente de Brooklyn fue Larry Donovan, quien saltó un mes después de que Brodie afirmara haberlo hecho.

## Vida personal
Robert Emmet Odlum nunca se casó. Vivió con su madre y su hermana durante gran parte de su vida adulta.